# ريبيكا غارسيا
ريبيكا غارسيا (مواليد 1973) اقتصادية وسياسية برازيلية. مثلت أمازوناس لـ الحزب التقدمي في مجلس النواب البرازيلي الثالث والخمسون (2007-2011) ومجلس النواب البرازيلي الرابع والخمسين (2011-2014).
درست الاقتصاد في جامعة بوسطن من 1993 إلى 1996.